# Univerzita Siena
Univerzita Siena (Università degli Studi di Siena, zkratka UniSi) je italská státní univerzita založená v roce 1240, kdy měla fakulty medicíny a práva. Je to jedna z nejstarších evropských univerzit.
Hlavní sídlo je v Sieně, pobočky jsou v Arezzu, Grossetu a San Giovanni Val d'Arno. 

## Dějiny
V Sieně je doložena existence biskupské školy v 11. století, která zde působila až do prvních desetiletí 13. století. První zpráva o činnosti skutečného univerzitního Studia však pochází z roku 1240. K němu je datována dochovaná vyhláška podesty Ildebrandina Cacciacontiho, ukládající všem, kteří si pronajali studentské bydlení, platbu daně městu, z jejíhož výnosu měli být placeni profesoři školy „Studio Senese“. Dokumenty k polovině 13. století dokazují existenci „provinční“ univerzity financované městem a složené z gramatické školy a právnické a lékařské fakulty. Na lékařské fakultě v letech 1245 až 1250 učil Petrus Hispanus, který se později v roce 1276 stal papežem Janem XXI. V roce 1246 byla v Sieně založena právnická fakulta financovaná císařem Fridrichem II., jenž tak chtěl poškodit univerzitu v Boloni. 29. listopadu 1252 papež Inocenc IV. privilegiem Vestra ferventer osvobodil sienské učitele a žáky od placení daní. Mezi právníky, kteří učili ve druhé polovině třináctého století, byli Benincasa da Laterina, Pepo Salvani a Giacomo Pagliaresi. 

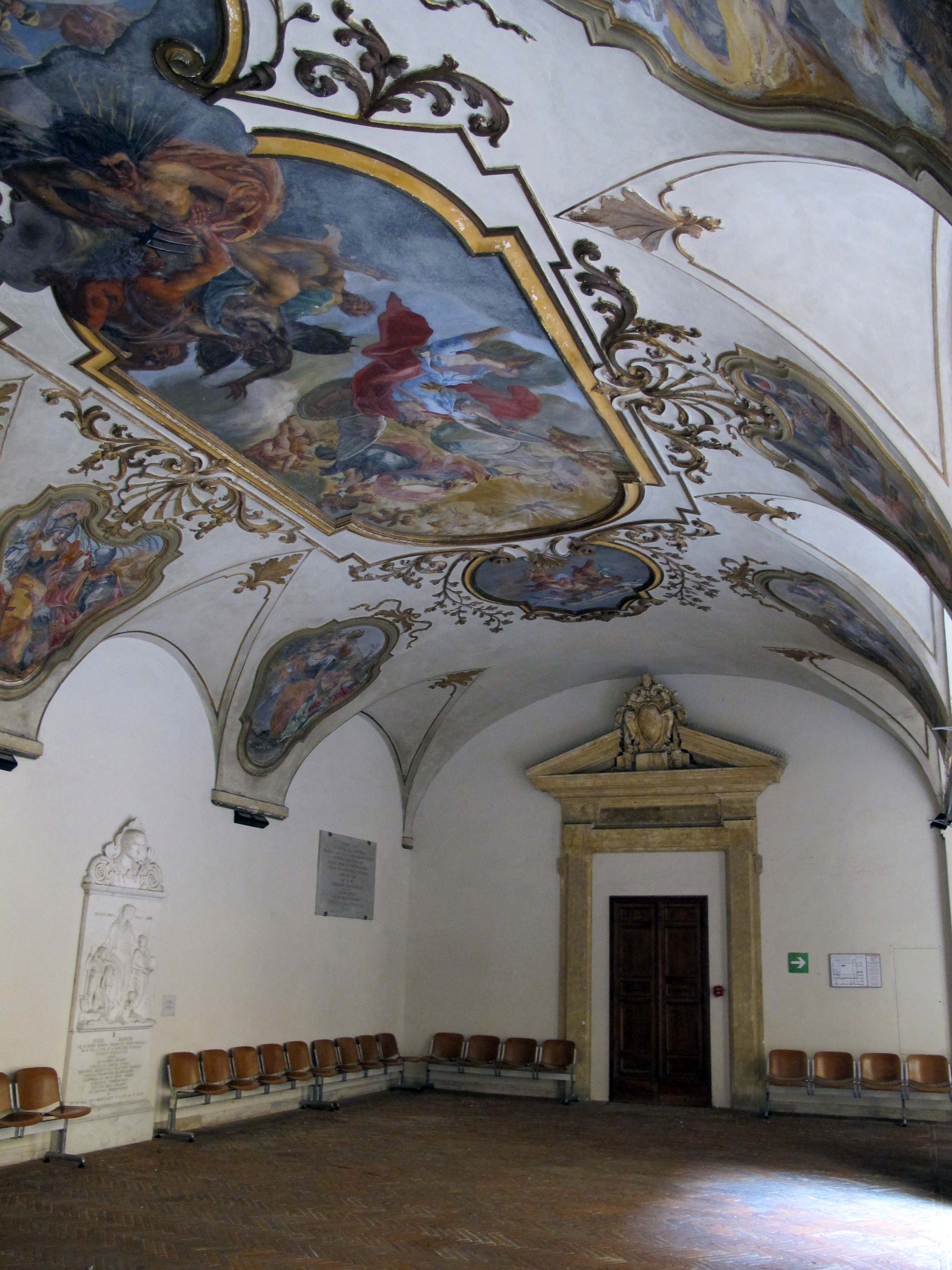
Sídlo rektorátu, fresky v hale

V roce 1321 kvůli silnému konfliktu mezi osazenstvem Boloňské univerzity a podestou města přešli do Sieny mnozí tamní profesoři a studenti. 
Dne 16. srpna 1357 v Praze císař Karel IV. uznal sienskou školu za studium generale a vzal ji pod svou ochranu jakožto jednu z univerzit Svaté říše římské. 
Dne 7. května 1408 papež Řehoř XII potvrdil Karlova privilegia, založil v Sieně fakultu teologie a dal sienským učitelům a studentům stejná privilegia, jaká měli jejich kolegové v Boloni a Paříži. Rovněž nařídil založení koleje Casa della Sapienza určené pro ubytování zahraničních studentů, jež pak přitahovala studenty z celé Evropy; první dorazili roku 1416 a studium je tehdy stálo padesát fiorinů. 
Mezi profesory, kteří učili v Sieně ve čtrnáctém století, byli právníci Federico Petrucci, Paolo Liazari, Cino da Pistoia, Andrea Ciaffi, Neri Pagliaresi, Pietro Ancharano, Baldo degli Ubaldi, Tommaso Corsini, lékaři Ugo Benci, Gentile da Foligno, Dino del Garbo a Riccardo da Parma; gramatici Nofrio a Pietro d'Ovileové, matematik Guido Bonatti, astrolog a astronom Cecco d'Ascoli. V patnáctém století se vyznamenali právníci Niccolò Tedeschi známý jako Panormitano, Francesco Accolti, Filippo Decio a Mariano Socini starší, lékaři Jacopo da Forlì a Alessandro Sermoneta, teolog Francesco della Rovere (později papež Sixtus IV), humanisté Agostino Dati a Francesco Filelfo. Mezi studenty byli Giovanni Marrasio, Antonio Beccadelli řečený Panormita a humanista Eneáš Piccolomini, budoucí Pius II.
S šestnáctým stoletím začíná období úpadku města, ale univerzita byla jedním z mála center rozvoje, která ve městě stále působila, a dokázala zprostředkovat Sieně moderní inovace. Dokonce i po pádu města po dlouhém a vyčerpávajícím obléhání do florentských rukou dne 21. dubna 1555 a přes konkurenci univerzity v Pise, která se z vůle Medicejů stala hlavní univerzitou Toskánského velkovévodství, si město dokázalo svoji univerzitu udržet. V roce 1569 byla vytvořena nová komise složená z členů Balie a byly schváleny stanovy četných národů německých studentů v Sieně. V roce 1591 získal nové pravomoci rektor Studia, volený akademiky, ale také vyskými úředníky města. Mezi známé profesory v 16. století patřili právník Claudio Tolomei a humanisté Eurialo da Ascoli a Jacopo Griffoli.

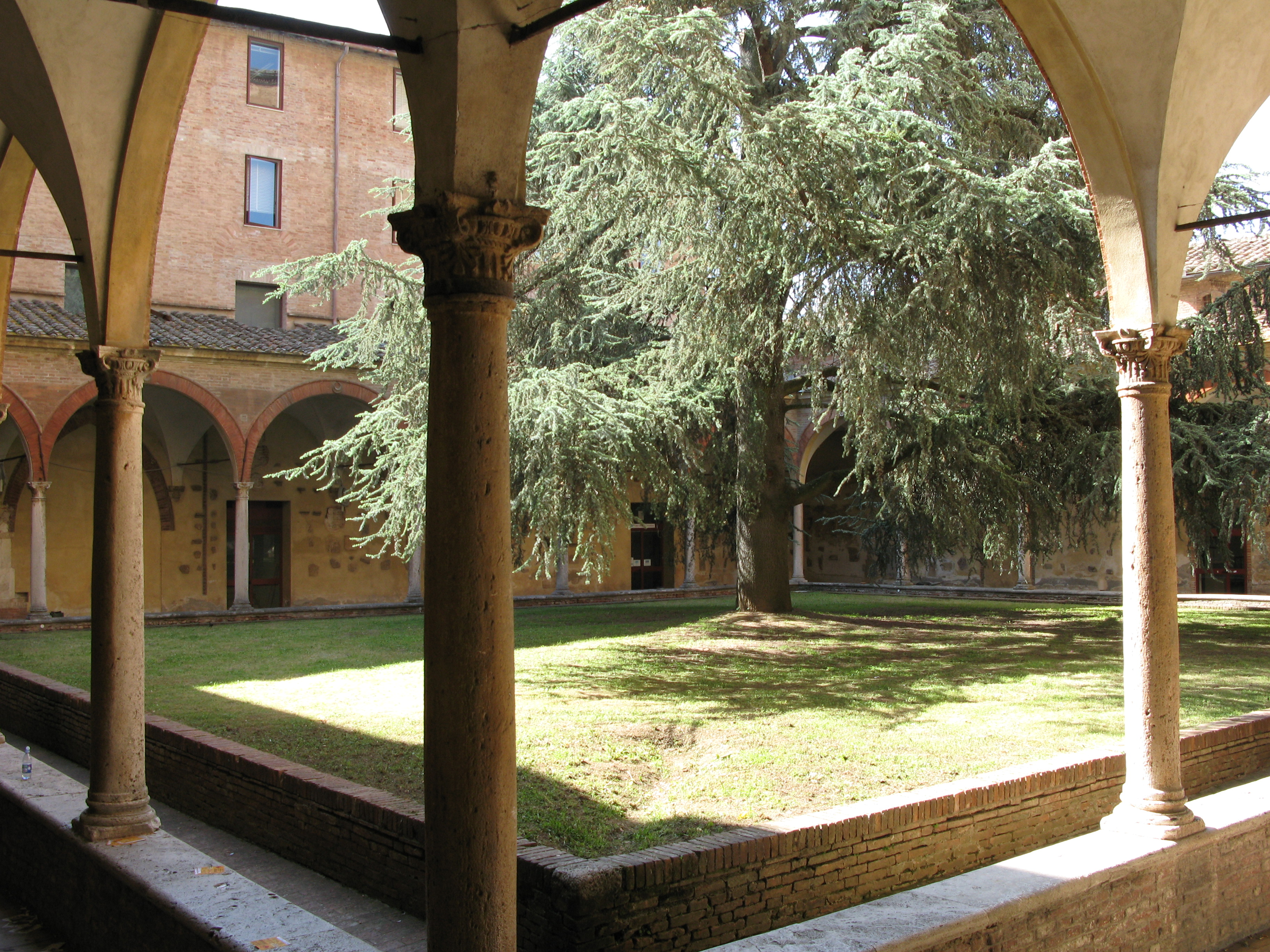
Klášter u baziliky sv. Františka, dnes sídlo katedry politické ekonomie a statistiky a katedry obchodních a právních studií

V 17. století pokračoval úpadek Sieny a její univerzity. Mezi profesory tehdy patřili právníci Silvio Spannocchi a Francesco Accarigi; přírodovědec Francesco Pifferi, matematik Teofilo Gallaccini, botanik Pirro Maria Gabrielli, který pod jménem Accademia dei Fisiocritici v Sieně založil akademii (dnešní Accademia delle scienze di Siena), Michelangelo Mori a Ottavio Nerucci, matematici Candido Pistoi a Domenico Bartaloni, dále botanik Biagio Barttaini, ředitel sienské botanické zahrady. Prvním učitelem církevních dějin byl Domenico Valentini (1743), zatímco první katedra morální teologie a biblistiky vznikala v letech 1775 až 1777.
S nástupem habsbursko-lotrinské dynastie získala škola nové impulsy. Leopold II. univerzity reorganizoval a zvýšil počet kateder. Mezi učiteli tohoto období patří právník Francesco Antonio Mori, profesor politické ekonomiky Alberto Rinieri de' Rocchi, lékař Giacomo Barzellotti a Luigi de Angelis, profesor teologie od roku 1803 a autor spisů o sienském umění.
Od francouzské invaze roku 1808 byla škola po několik let zavřena, znovu otevřela až po porážce Francouzů. V roce 1848 sienští studenti a profesoři demonstrovali své vlastenectví a účastnili se jako Univerzitní garda ve velkém počtu bitvy u Curtatone a Montanary proti Rakušanům vedeným Josefem Václavem Radeckým z Radče. Jejich rebelské postoje přiměly velkovévody Toskánska uzavřít lékařskou fakultu, takže zůstalo pouze právo a teologie. 
V roce 1859 univerzita mohla založit školy farmacie a porodnictví, obnovit lékařskou fakultu a přeměnit komplex Santa Maria della Scala na univerzitní kliniku.  
Přes tento rozvoj v roce 1892 tehdejší ministr školství Ferdinando Martini navrhl Sienskou univerzitu zrušit. Protesty včetně generální stávky a zásah městských institucí donutily ministra návrh stáhnout. 
Ve dvacátém století univerzita rostla, ze čtyř stovek studentů mezi válkami na dnešních téměř 20 000. Počet fakult se také zvýšil: k historickým fakultám medicíny a chirurgie a práva se přidaly farmacie (1933), matematické, fyzikální a přírodní vědy (1962), ekonomie (1966), literatura a filosofie v Arezzu (1969), literatura a filosofie (1970), inženýrství (1992) a politologie (1997). Od listopadu 2012 byly fakulty nahrazeny 15 odděleními (dipartimenti). 

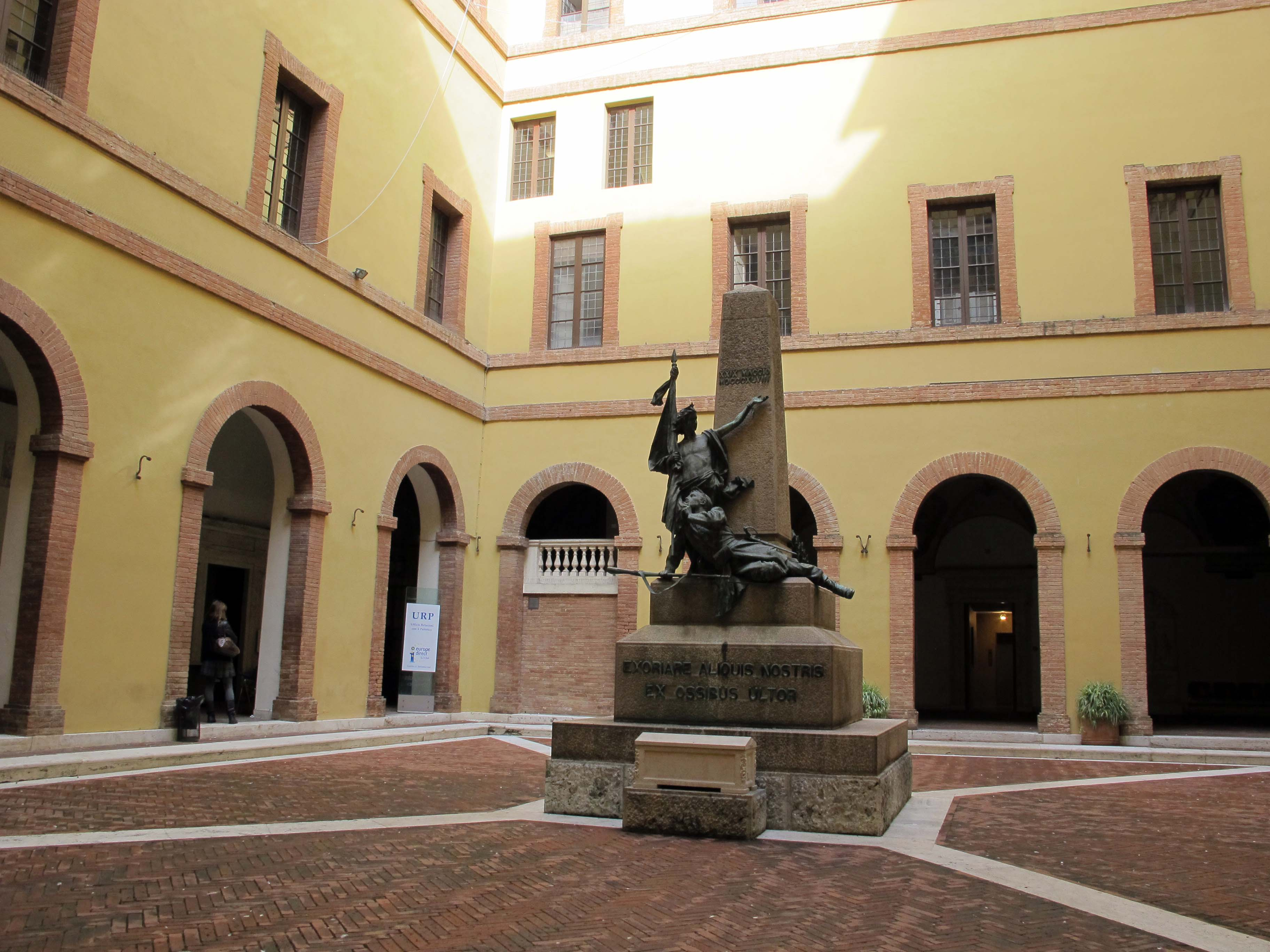
Nádvoří sídla univerzity v Sieně